# Nikolai Nikolajewitsch Sawaruchin
Nikolai Nikolajewitsch Sawaruchin (russisch Николай Николаевич Заварухин; * 18. März 1975 in Ufa, Russische SFSR) ist ein ehemaliger russischer Eishockeyspieler und heutiger -trainer, der in seiner aktiven Zeit von 1992 bis 2009 unter anderem für Salawat Julajew Ufa in der russischen Superliga und den HK Metallurg Magnitogorsk in der Kontinentalen Hockey-Liga gespielt hat. Seit 2021 ist er erneut Assistenztrainer bei Awtomobilist Jekaterinburg.

## Karriere
Nikolai Sawaruchin begann seine Karriere als Eishockeyspieler bei Salawat Julajew Ufa, für die er von 1992 bis 1994 in der Internationalen Hockey-Liga (MHL) aktiv war. In dieser Zeit wurde er im NHL Entry Draft 1993 in der siebten Runde als insgesamt 169. Spieler von den New Jersey Devils ausgewählt, für die er allerdings nie spielte. Anschließend spielte der Angreifer von 1994 bis 1996 für den HK ZSKA Moskau, ehe er für drei weitere Spielzeiten zu Salawat Julajew Ufa zurückkehrte. 1997 belegte er mit Salawat den dritten Platz in der MHL-Meisterschaft.
Von 1999 bis 2001 stand der Linksschütze je eine Saison lang für Ak Bars Kasan und den HK Lada Toljatti auf dem Eis, dabei wurde er im Jahr 2000 russischer Vizemeister mit Ak Bars. 2002 kehrte er zu Salawat Julajew zurück und wurde dort zum Kapitän ernannt. In der Saison 2003/04 war er mit 30 Scorerpunkten punktbester Spieler seiner Mannschaft, genau wie in der folgenden Spielzeit mit 31 Punkten, obwohl er zum Ende der Hauptrunde temporär an den HK Metallurg Magnitogorsk abgegeben wurde. Mit Salawat Julajew Ufa wurde er in der Saison 2007/08 erstmals in seiner Laufbahn Russischer Meister. 
Im Sommer 2008 erhielt Sawaruchin einen Vertrag in der neu gegründeten Kontinentalen Hockey-Liga bei Metallurg Magnitogorsk. Dort beendete er im Anschluss an die Saison 2008/09, in der Metallurg den dritten Platz belegt hatte, seine Karriere. 

### International
Sawaruchin vertrat Russland erstmals bei der U18-Junioren-Europameisterschaft 1993 und gewann dort mit den U18-Junioren die Silbermedaille. Anschließend nahm Sawaruchin an den Junioren-Weltmeisterschaften 1994 und 1995 teil, bei denen er die Bronze- respektive die Silbermedaille gewann. 

### Als Trainer
Nach seinem Karriereende als aktiver Spieler wurde Sawaruchin Trainer und betreute zunächst die Juniorenmannschaft Batyr Neftekamsk aus der Molodjoschnaja Chokkeinaja Liga B (MHL B), mit der er 2012 den zweiten und 2013 den zweiten Platz der Juniorenliga belegte. Zwischen 2013 und 2014 war er Cheftrainer der Sibirskije Snaipery aus der höchsten russischen Juniorenliga MHL und erreichte mit den Sibirischen Scharfschützen erstmals in deren Geschichte die Play-offs. Zur Saison 2014/15 wechselte er als Assistenztrainer zu Toros Neftekamsk in die Wysschaja Hockey-Liga. Dort wurde er im Januar 2015 entlassen und kehrte zu den Sibirskije Snaipery zurück. Bis Dezember des gleichen Jahres war er dort erneut Cheftrainer, ehe er das Angebot bekam, bei Neftechimik Nischnekamsk aus der KHL Assistenztrainer zu werden. Diese Position füllte er bis Oktober 2016 aus, ehe er abermals entlassen und Co-Trainer bei Awtomobilist Jekaterinburg wurde. Mit Awtomobilist erreichte er in der regulären Saison 2018/19 den Gewinn der KHL Ost-Konferenz und stieß in den Play-offs bis in das Konferenz-Halbfinale vor.
Seit April 2019 ist er Cheftrainer des HK Sibir Nowosibirsk und hat damit erstmals einen Cheftrainerposten in der KHL inne.

## Erfolge und Auszeichnungen
- 2008 Russischer Meister mit Salawat Julajew Ufa

### International
- 1993 Silbermedaille bei der U18-Junioren-Europameisterschaft
- 1994 Bronzemedaille bei der Junioren-Weltmeisterschaft
- 1995 Silbermedaille bei der Junioren-Weltmeisterschaft